# Kloster Thedinga

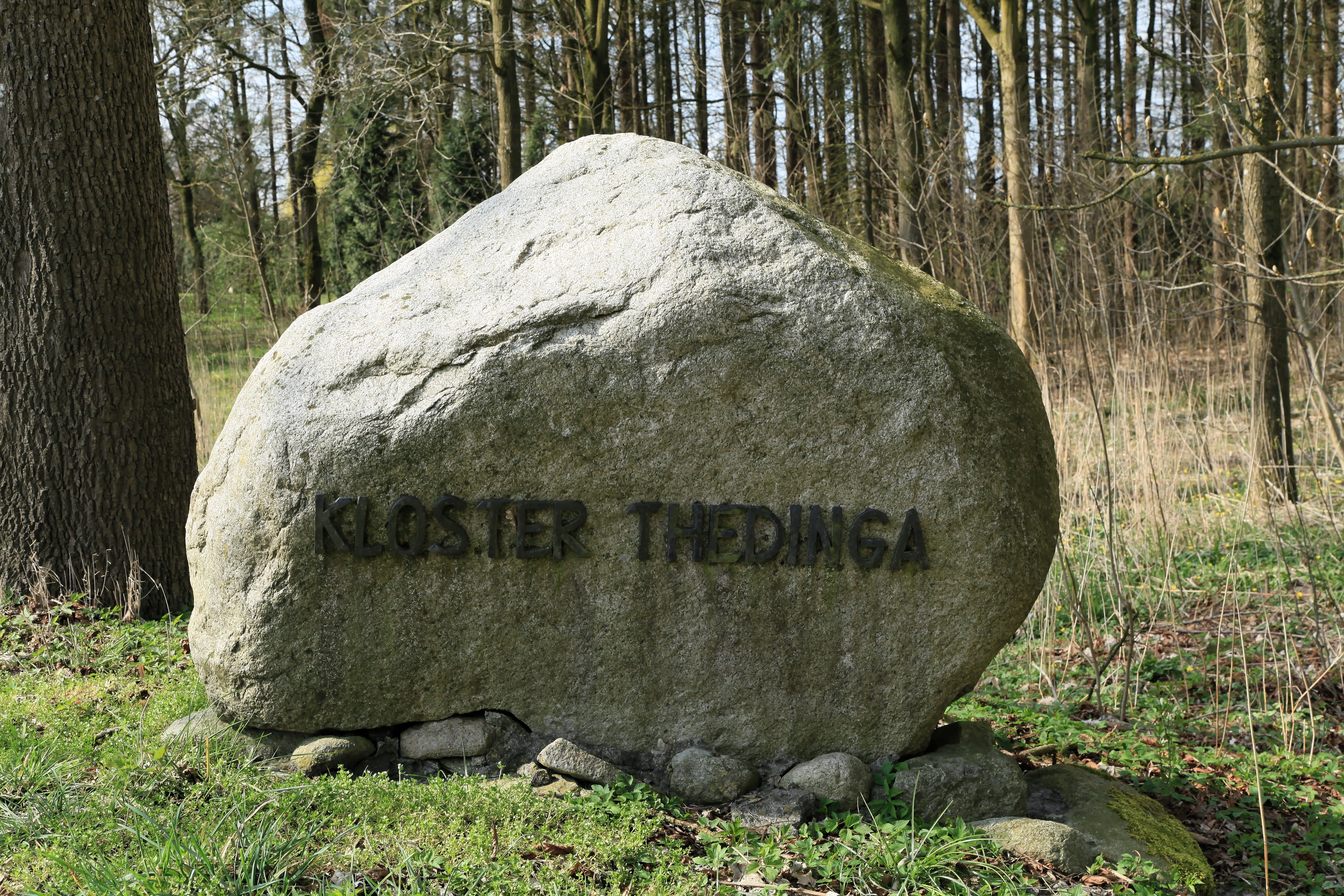
Gedenkstein für das ehemalige Kloster

Kloster Thedinga (auch Kloster Seyna) war ein Doppelkloster der Benediktiner bei Nüttermoor. Geweiht war es Johannes dem Täufer. Innerhalb des Ordens gehörte es zur Klosterprovinz Köln-Trier. Heute besteht der Wohnplatz aus einzelnen Häusern. Er gehört zum Stadtteil Nüttermoor und liegt am nördlichen Rand der Stadt Leer. Die Bezeichnung Kloster Thedinga ist seit 1787 amtlich.

## Geschichte
Thedinga gehörte mit anderen Niederlassungen des Benediktinerordens zu einem Klosterverband, der wohl auf den Heiligen Hatebrand († 1198) zurückgeht. Er war Abt des Klosters Feldwirth bei Appingedam, welches als Mutterkloster der ostfriesischen Benediktinerklöster gilt. Das genaue Gründungsdatum ist nicht bekannt.
Erstmals wird das Kloster in Person des de abt tho Thedinger Monniken im Jahr 1270 genannt. Im Jahre 1475 wird es als Claustrum in Tedingha bezeichnet und seit 1787 ist die heutige Schreibweise gängig. Die Klostergebäude sollen befestigt und mit einem Graben umgeben gewesen sein.
Im Jahre 1399 eroberte Widzeld tom Brok Thedinga und zerstörte es der Überlieferung zufolge völlig. Danach lag das Klosterleben für acht Jahre brach. Die Initiative zum Wiederaufbau soll von der Nonne Pellica  ausgegangen sein. Es war Focko Ukena, der 1424 in Person des Komturs Menno aus der Kommende Langholt erstmals einen Konventsfremden als Abt einsetzte. Dies wurde in der Folgezeit üblich. Unter der Obhut Mennos begann 1424 der Neubau der Klosterkirche.
Am 29. September 1437 genehmigte Papst Eugen IV. die Wahl des Hayungus von Emden zum Abt des Klosters Thedinga. Hayungus von Emden, Prior des Zisterzienserklosters Ihlow, erklärte sich daraufhin bereit, die Leitung des durch kriegerische Wirren und Überschwemmungen schwer beschädigten Klosters Thedinga zu übernehmen. Er soll den Bau eines neuen Dormitoriums, eines Vorwerkes sowie einer Kapelle in Auftrag gegeben haben.
1448 wurde das Kloster Opfer eines Feuers. Kirche und Abtei blieben dabei verschont. Occo von Emden ließ Thedinga wieder aufbauen und stiftete eine Windmühle bei Jemgum und eine Ölmühle bei Emden. Im weiteren Verlauf des 15. und 16. Jahrhunderts unterhielt Thedinga gute Beziehungen zum Grafenhaus. Die Äbte dienten den Cirksena als Gesandte und Räte.

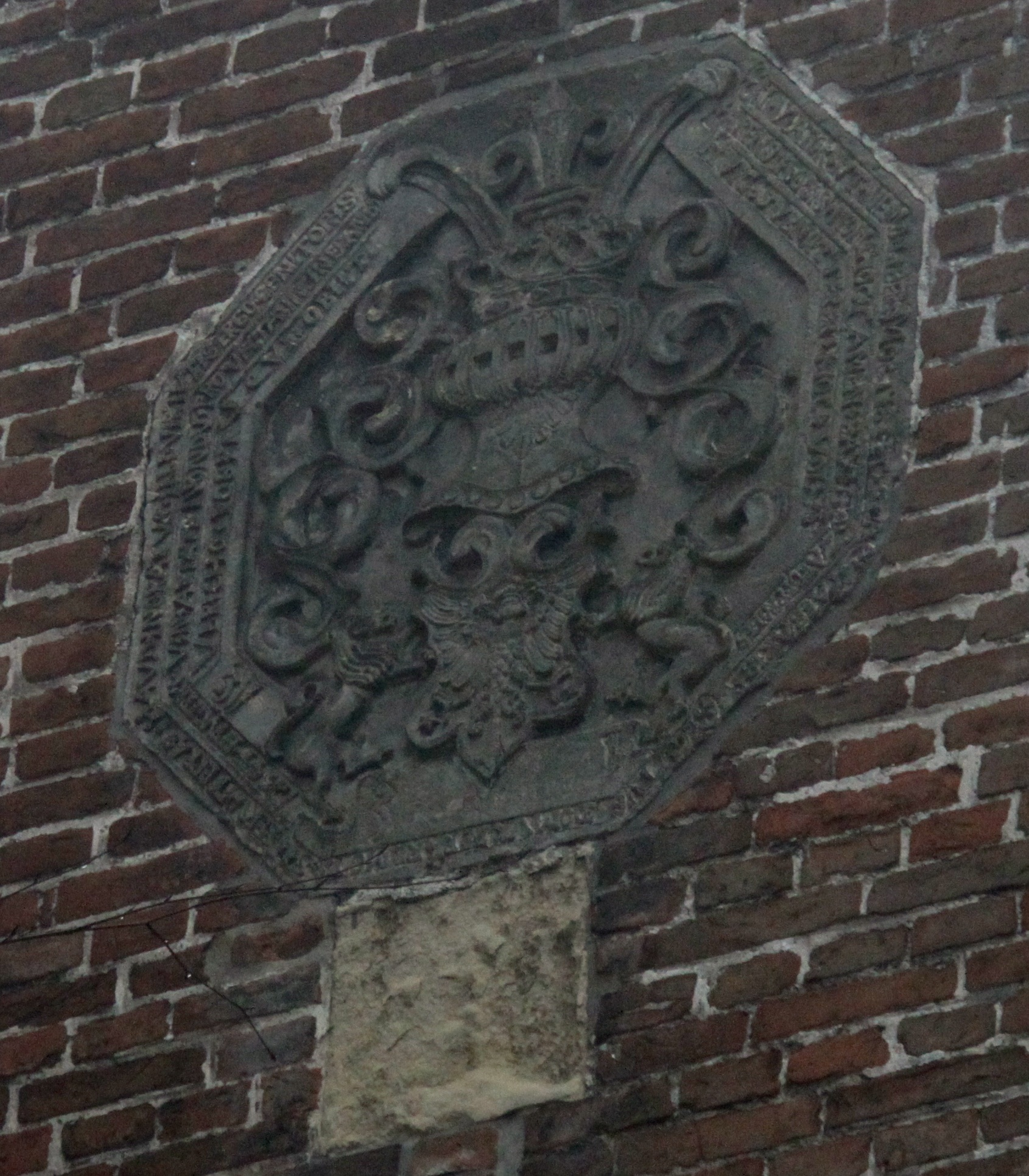
Gedenkstein für den in Kloster Thedinga verstorbenen Grafensohn Ulrich. (Heute im Giebel des Nordflügels der Lutherkirche in Leer)

Wann die Reformation Einzug in Thedinga hielt, ist unbekannt. Letzter Abt war Homerus Beninga, Bruder des Chronisten Eggerik Beninga, der am 22. Juli 1502 gewählt wurde. Unter seiner Obhut verbrachte der kranke Ulrich (1499–1531), der 1517 als Page mit dem späteren Kaiser Karl V. nach Spanien gegangen war, seine letzten Tage in Thedinga. Er wurde dort 1531 auch begraben.  Nach dem Tod des Homerus im Jahre 1557 wurde kein neuer Abt mehr gewählt. Auch Mönche sind fortan in Thedinga nicht mehr nachweisbar. Dennoch bestand das Kloster noch für Jahrzehnte. Andreas de Mare baute um 1570 noch eine Klosterorgel. 1573 gab es noch zehn, 1604 fünf und 1605 drei Nonnen im Kloster.
Letztmals wird mit der Priorin Frauke von Jemgum am 20. Januar 1616 eine Insassin in Thedinga genannt. Nach ihrem Tod ließ Graf Johann II. das Archiv sicherstellen. Anschließend verschwand es, so dass nur wenige Urkunden erhalten blieben. Die Gebäude verfielen in der Folgezeit immer mehr. Christine Charlotte schenkte die Steine der Klosterkirche nach deren endgültigem Abbruch im Jahre 1674 der lutherischen Kirchengemeinde in Leer zur Errichtung der Lutherkirche (1675). Heute haben sich keine baulichen Reste des Klosters erhalten. Auf dem Areal stehen zwei ältere Gebäude.

## Wirtschaftstätigkeit
Das Kloster war reichlich mit Landbesitz ausgestattet. Neben dem Thedingaer Vorwerk besaß es ein weiteres in Timmel, ferner zwei Mühlen und zahlreiche Grund- und Erbpachten. Dazu kamen mehrere Häuser in Emden. Nach der Reformation bürdete Graf Edzard II. dem Kloster hohe Zahlungsverpflichtungen auf. Dafür verkaufte Thedinga im Jahre 1573 seine Mühle in Jemgum. Auch das Kloster Thedinga geriet Mitte des 16. Jahrhunderts im Zuge der Säkularisation in gräflichen Besitz. 1605 umfassten diese Ländereien eine Fläche von 707 Grasen. Das entspricht etwa 283 Hektar.

## Kunsthistorische Besonderheiten

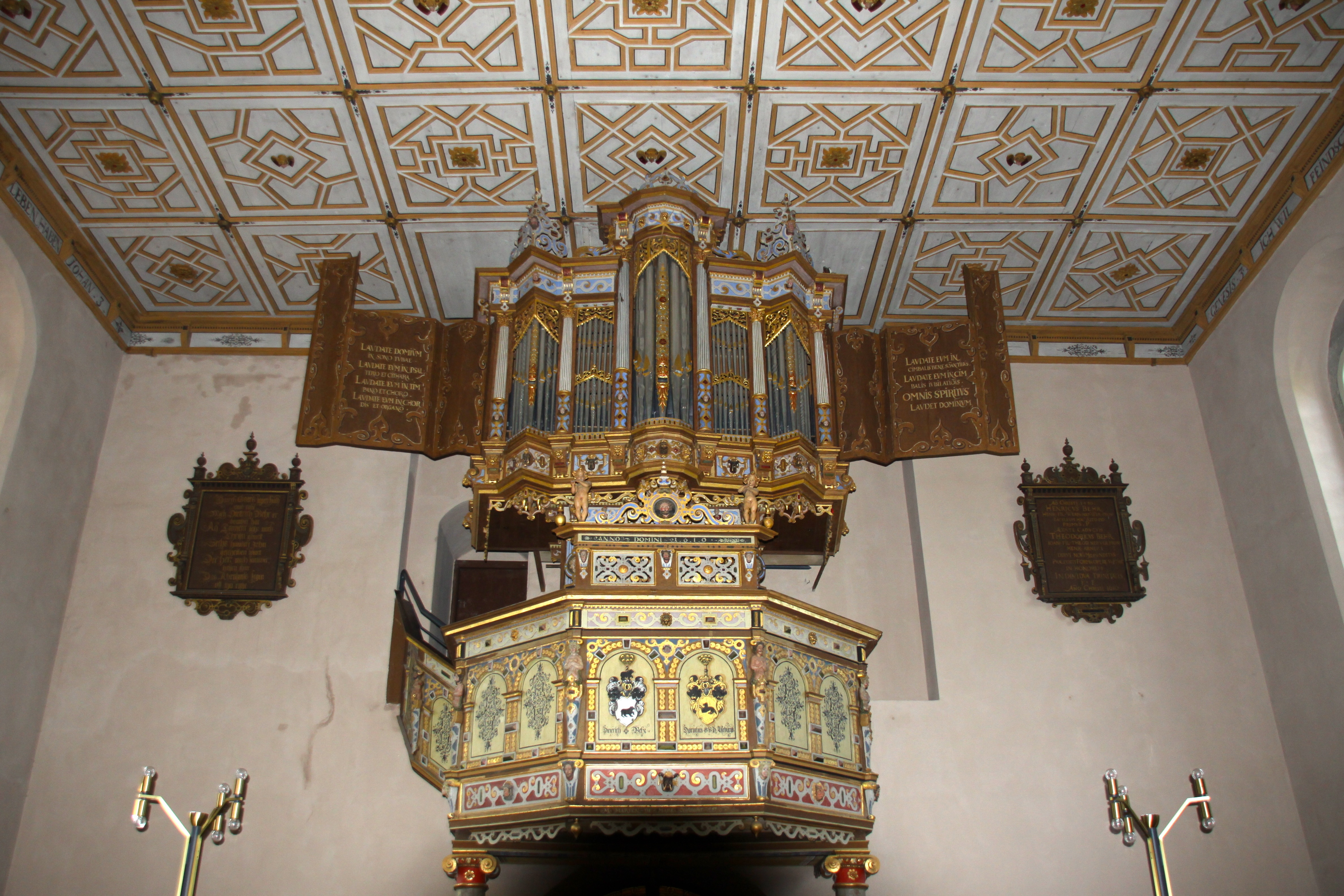
Die Orgel des Klosters befindet sich heute in der St.-Georg-Christophorus-Jodokus-Kirche von Stellichte.

Wie das Kloster einst ausgesehen hat, ist unklar. Von seiner Ausstattung sind die meisten Gegenstände verschwunden. Graf Enno III. schenkte die Orgel 1609 der Reformierten Kirchengemeinde in Leer. Ein Teil der Pfeifen bildete den Grundstock für die neue Orgel der Großen Kirche, während das prächtige Renaissance-Gehäuse möglicherweise für die Orgel der St.-Georg-Christophorus-Jodokus-Kirche in Stellichte (1610) verwendet wurde und noch erhalten ist.  Erhalten blieben auch die Grabplatten des Abtes Homerus Beninga und der Priorin Etta von Oldersum. Sie befinden sich heute an den Außenwänden eines Gebäudes auf der Klosterwüstung. Ein achteckiger Gedenkstein für den in Thedinga verstorbenen Grafensohn Ulrich wurde später im Giebel des Nordflügels der Lutherkirche in Leer verbaut.

## Namensdeutung
Die Bezeichnung Thedinga wird von dem friesischen Familiennamen Thedinga abgeleitet, was möglicherweise auf den ersten Abt zurückgeht, der nach einer alten Überlieferung Tede geheißen haben soll. Der Alternativname Seyna geht wohl auf den Berg Sinai zurück, an dem Moses laut Überlieferung von Gott die Zehn Gebote erhielt.